# Liste in Hongkong vorhandener Dampflokomotiven
Dies ist eine Liste von erhaltenen Dampflokomotiven auf dem Gebiet von Hongkong.

## Schmalspurlokomotiven 610 mm (24 Zoll)
| Bild | Nummer oder Name                | Bauart / Achsfolge | Hersteller  | Fabrik-nr. | Baujahr | Historie               | Eigentümer / Betreiber / Strecke | Standort                            | Bemerkungen |
| ---- | ------------------------------- | ------------------ | ----------- | ---------- | ------- | ---------------------- | -------------------------------- | ----------------------------------- | ----------- |
|      | Kowloon-Canton Railway No. 17BG | 2'B                | W.G.Bagnall | 2227       | 1928    | Kowloon-Canton Railway | Eisenbahnmuseum Hongkong         | Einzige Dampflokomotive in Hongkong | [ 1 ]       |